# Алкоа (город)
Алкоа (англ. Alcoa) — город в США в округе Блант штата Теннесси.
Расположен в восточной части Теннесси, примерно в 25 км к югу от Ноксвилла, рядом с Мэривиллом. Город является воротами в национальный парк Грейт-Смоки-Маунтинс, расположенный к юго-востоку. Он был основан в 1913 году компанией Alcoa на участке земли, известном как Норт-Мэривилл. В 1910 году на близлежащей реке Литл-Теннесси и её притоках началось строительство первой из серии плотин.
| 2010 | 2020    |
| ---- | ------- |
| 8449 | ↗10 978 |